# Staurogyne humifusa
Staurogyne humifusa är en akantusväxtart som beskrevs av Cornelis Eliza Bertus Bremekamp. Staurogyne humifusa ingår i släktet Staurogyne och familjen akantusväxter. Inga underarter finns listade i Catalogue of Life.